# Malá Fatra
Malá Fatra (også kaldt Lille Fatra, polsk: Mała Fatra) er en bjergkæde i det nordlige Slovakiet, og en del af bjergkæden Karpaterne. I det geomorfologiske system er Malá Fatra også del af det såkaldte Fatra-Tatra-område.
Malá Fatra, som er ca. 60 km lang og 10 km bred, består af to områder:
- Lúčanská Malá Fatra (den sydvestlige del) og
- Krivánska Malá Fatra (den nordøstlige del)

som er delt af floden Váh der løber gennem en 12 kilometer lang gennembruddsdal som kaldes Strečnianska tiesňaverne («kløften ved Strečno»). Denne vej blev i tidligere tider kontrolleret fra borgen Strečno (Strečno Hrad).
De højeste toppe i Lúčanská Malá Fatra er Veľká Lúka (1.475 moh.), Kľak (1.351 moh.) og Minčol (1.364 m).
De højeste toppe i Krivánska Malá Fatra er Veľký Rozsutec (1.610 moh.), Skabeloný Rozsutec (1.343 moh.), Veľký Kriváň (1.709 moh.) og Skabeloný Kriváň (1.671 moh).

## Geologi
Lúčanská Malá Fatra og den sydlige kam af Krivánska Malá Fatra består hovedsagelig af granit, og er derfor mindre eroderet end resten af bjergkæden.
Den nordlige og østlige side af Krivánska Fatra indeholder store mængder af kalksten, dolomit, kvartsit og sandsten. Her kan man finde alle disse typer på små områder. Kalkstenen har ført til dannelse af en række spektakulære karstformationer.

## Flora og fauna
Malá Fatra er, bortset fra de højeste områder, dækket af skov. Dominerende arter er bøg og anden løvtræer, men også gran og fyr. Den højeste ryg er dækket af lav- og græstyper.
Den varierede vegetation skaber gode livsvilkår for en række insekter, særlig sommerfugle og biller. Et resultat af dette er at der også findes en rigt diversitet af større dyr som hjort og vildsvin, og også bjørn, los, mår og odder. Af rovfugle findes bl.a. ugler, falke, fjeldvåge, og spurvehøg.
I en del af Krivánska Malá Fatra oprettedes i 1988 nationalparken Malá Fatra .